# Crossfire (chanson)
"Crossfire" est le premier single du chanteur Brandon Flowers issu de son premier album, Flamingo. Il est sorti le 21 juin 2010 en Amérique du Nord et sera disponible en Europe le 23 août suivant.

## Historique
À la suite d'une fuite, la chanson est disponible sur Internet avant sa sortie officielle, le 11 juin 2010. C'est le 14 juin suivant que Zane Lowe de la BBC la diffuse sur son émission, pour la première fois. Une interview accordée par Flowers au journaliste est également disponible.
D'après le chanteur, cette chanson est la préférée de son fils parmi celles de Flamingo.
On The Floor 2.0 n'est autre que la version acoustique de la chanson On The Floor qui doit sortir sur le futur album.

### Clip vidéo
La vidéo accompagnant la chanson est mise en ligne le 8 juillet 2010. Elle a été réalisée par Nash Edgerton.
Dans le clip, on voit Flowers en mauvaise posture, capturé par des ninjas, jusqu'au moment où Charlize Theron intervient pour le sauver.

## Liste des pistes
Téléchargement par iTunes
1. "Crossfire" - 4:17

Promo CD
1. "Crossfire" (Radio Version) - 3:59
2. "Crossfire" (Album Version) - 4:17
3. "Crossfire" (Instrumental Version) - 4:17

Vinyle 10"
1. "Crossfire" - 4:17
2. "On the Floor 2.0" - 3:10